# Allan Sherman
Pour les articles homonymes, voir Sherman.
Allan Sherman est un acteur, scénariste, chanteur parodique, producteur et compositeur américain né le 30 novembre 1924 à Chicago, Illinois (États-Unis), décédé le 20 novembre 1973 à Los Angeles (Californie).

## Filmographie

### comme Acteur
- 1965 : Allan Sherman: Folk Singer? (TV)
- 1964 : Allan in Wonderland (TV)
- 1965 : Allan Sherman: Folk Singer? (TV)
- 1971 : The Cat in the Hat (TV) : The Cat in the Hat (voix)
- 1972 : Wacky Taxi
- 1973 : Dr. Seuss on the Loose (TV) : Cat in the Hat (voix)

### comme scénariste
- 1961 : Your Surprise Package (série télévisée)
- 1964 : Allan in Wonderland (TV)

### comme producteur
- 1949 : The Herb Shriner Show (série télévisée)
- 1952 : I've Got a Secret (série télévisée)
- 1952 : Masquerade Party (en) (série télévisée)
- 1959 : Hobby Lobby (série télévisée)
- 1961 : The Jackie Gleason Show (série télévisée